# Bucculatrix cuneigera
Bucculatrix cuneigera är en fjärilsart som beskrevs av Edward Meyrick 1919. Bucculatrix cuneigera ingår i släktet Bucculatrix och familjen kronmalar. Inga underarter finns listade i Catalogue of Life.